# Trevor Rabin
Trevor Rabin, nome d'arte di Trevor Charles Rabinowitz (Johannesburg, 13 gennaio 1954), è un chitarrista e compositore sudafricano.
È celebre, tra l'altro, per aver suonato negli Yes dall'inizio degli anni ottanta, svolgendo un ruolo centrale nella realizzazione del fortunato album 90125 e del singolo di grande successo Owner of a Lonely Heart.

## Biografia

### Origini
Trevor Rabin nacque in una famiglia di apprezzati musicisti classici a Johannesburg, Sudafrica. Mentre frequentava le scuole pubbliche nella sua città natale, Rabin prese lezioni di pianoforte e a 12 anni scoprì la chitarra. I suoi genitori incoraggiarono il suo talento per la musica rock, sebbene Rabin abbia continuato per tutta la sua carriera a dimostrarsi anche un virtuoso della chitarra classica. Gli ultimi studi musicali di Rabin, all'università, furono di composizione classica.
Fra gli artisti che più influenzarono l'approccio di Rabin al rock vanno citati Cliff Richard and the Shadows, i Beatles e Jimi Hendrix. Tuttavia, si orientò presto verso il rock progressivo e l'hard rock, come dimostra il suo lavoro con le sue prime band, The Conglomeration e Freedom's Children. Quest'ultimo gruppo componeva brani politicamente impegnati, contro il governo sudafricano e la politica dell'apartheid. Sebbene sia probabilmente eccessivo descrivere Rabin come un attivista, sembra che avesse grandi simpatie per la causa dei diritti civili. Suo cugino, Donald Woods, era direttore di un giornale e attivista politico, molto vicino tra l'altro al leader del movimento Black Consciousness, Steve Biko. Alcuni dei brani più maturi di Rabin esprimono preoccupazione per la sua nazione. Tuttavia, per avere successo in Sudafrica Rabin scese al compromesso di abbandonare temi apertamente politici.
Subito dopo il richiamo alla leva, arrivarono i primi successi di Rabin con il suo complesso Rabbitt, fondato nel 1974. Il loro primo singolo, una cover di Locomotive Breath dei Jethro Tull, fu pubblicato nel 1975, e divenne il pezzo centrale dell'album di debutto del gruppo, Boys Will Be Boys, che ebbe un enorme successo in Sudafrica. L'album conteneva diversi brani scritti da Rabin con Duncan Faure. La band arrivò a essere etichettata come "la risposta sudafricana ai Beatles". I quattro membri del gruppo erano considerati di bell'aspetto, e seguiti dalle teenager in una sorta di "Rabbitt-mania".
L'album successivo A Croak and a Grunt in the Night (1977) presentava composizioni leggermente più ambiziose. Trevor Rabin coprodusse anche Croak, che vinse l'equivalente sudafricano del Grammy. Un contratto con la Capricorn per la distribuzione negli Stati Uniti procurò ai Rabbitt una maggiore visibilità a livello internazionale, ma i Rabbitt non poterono andare in tour all'estero a causa della tensione fra il Sudafrica e il resto del mondo occidentale sulla questione dell'apartheid. Alla fine Rabin decise di abbandonare il Sudafrica e i Rabbitt, che incisero il loro ultimo album senza Rabin (Rock Rabbitt) e poi si sciolsero.
Giunto a Londra, Trevor Rabin registrò un album solista dal titolo Beginnings (1978). Nel Regno Unito l'album apparve col titolo Trevor Rabin.

### Nel Regno Unito
Nel 1979 Rabin emigrò definitivamente nel Regno Unito, iniziando una carriera di produttore e session man. Fra i suoi principali lavori spiccano Where Is The Love della cantante sudafricana Margaret Singana ("Where Is The Love") e Manfred Mann col suo gruppo Earth. Rabin trovò anche il tempo di incidere l'album solista Face to Face, andando in tour in Inghilterra come sostenitore di Steve Hillage dei Gong nei primi anni ottanta.
Né Trevor Rabin né Face to Face ebbero un grande successo commerciale, pur contribuendo a far acquistare visibilità al loro autore. Il terzo album, Wolf (1981), fu realizzato per la Chrysalis Records e comprendeva alcuni dei migliori pezzi di chitarra della carriera di Rabin. All'album collaborarono Ray Davies dei The Kinks (produttore), Jack Bruce (bassista) e Simon Phillips (batterista). Durante questo periodo Rabin iniziò a interessarsi all'idea di tornare a far parte di una band. Nel frattempo si era spostato a Los Angeles con un contratto con David Geffen. Per un breve periodo considerò l'ipotesi di entrare negli Asia di Steve Howe e Geoff Downes, ma alla fine rinunciò a cominciò a lavorare a un nuovo album solista.

### Negli Yes
Mentre si trovava a Los Angeles, Rabin incontrò Chris Squire e Alan White, bassista e batterista degli Yes, uno storico gruppo di rock progressivo che dopo alcuni anni di crisi si era finalmente sciolto. Rabin, Squire e White decisero di fondare un gruppo che si sarebbe dovuto chiamare "Cinema", e nel 1981 iniziarono a registrare. Al gruppo apparteneva anche Tony Kaye, il tastierista originale degli Yes (da lungo tempo sostituito da Rick Wakeman), inizialmente assunto solo per suonare dal vivo. Trevor Horn, ex Buggles e membro degli Yes per un breve periodo, fu scelto come produttore.
Fra i brani che i Cinema stavano preparando spiccava senza dubbio Owner of a Lonely Heart di Rabin; in effetti, la gran parte delle composizioni era sua. Se Owner sembrava avere tutte le carte in regola per diventare una hit, c'era qualche dubbio sull'opportunità che a cantarla fosse lo stesso Rabin (che al momento veniva considerato il cantante ufficiale del gruppo). Fu forse per questo motivo che alla fine Chris Squire decise di far ascoltare i nastri al cantante storico degli Yes, Jon Anderson. Quando questi si disse interessato e decise di partecipare al progetto, la formazione risultò costituita da quattro ex-Yes su cinque; il nome "Cinema" di conseguenza fu abbandonato e il singolo Owner of a Lonely Heart e l'album corrispondente, 90125, furono pubblicati col nome "Yes".
Il titolo 90125 era semplicemente il codice dell'album nel catalogo della Atlantic Records, che lo produsse. 90125 vendette più di qualsiasi album precedente degli Yes (oltre sei milioni di copie) e Owner entrò nei primi posti delle classifiche di tutto il mondo. Anche il secondo singolo Leave It ebbe un ottimo successo. A completare questo trionfo, gli Yes ricevettero il Grammy per il miglior brano strumentale (intitolato, guarda caso, Cinema), e il tour che seguì l'album ebbe un'affluenza di pubblico di enormi proporzioni.
L'uso del nome "Yes" per 90125, tuttavia, non mancò di sollevare qualche obiezione da parte soprattutto dei fan di lunga data del gruppo. È del tutto evidente, infatti, che lo stile di questo album abbia relativamente poco a che vedere con quelle che fino a quel momento erano considerate essere le caratteristiche distintive del sound degli Yes. Tuttavia, è anche ragionevole pensare che senza 90125 gli Yes non sarebbero più tornati a incidere e suonare. Inoltre è noto che Rabin fosse, all'interno del gruppo, quello più scettico rispetto all'idea di riformare gli Yes.
Nel 1986, gli Yes iniziarono a registrare un nuovo album con Trevor Horn come produttore; quest'ultimo però venne presto estromesso per divergenze artistiche e, pare, problemi di droga. Alla fine, Trevor Rabin prese il controllo della produzione, e l'album Big Generator fu pubblicato nel 1987. Né l'album né i due singoli Love Will Find a Way e Rhythm of Love replicarono il successo di 90125. In ogni caso, l'album fu ben accolto da molti fan (anche alcuni fan degli Yes classici, che lo salutarono come "più progressive" del precedente) e vendette comunque qualche milione di copie.
In quel periodo Jon Anderson tornò ad allontanarsi dagli Yes, fondando il gruppo Anderson Bruford Wakeman Howe (ABWH), una sorta di "Yes alternativi" (i quattro membri degli ABWH corrispondevano alla formazione classica degli Yes del 1972-1973, escluso il solo Squire), cosa che innescò anche qualche controversia legale. Nel frattempo, Rabin realizzò il proprio quarto  album solista, Can't Look Away (1989), che includeva il singolo Something to Hold On To, che vinse un Grammy per il miglior video musicale, e un altro singolo contro l'apartheid, Sorrow (Your Heart), nessuno dei quali ebbe comunque grande successo commerciale. Rabin, tuttavia, portò l'album in tour nel 1989. Questo tour, uno dei favoriti da Rabin, è documentato dall'album live del 2003 Live in LA.
Nel 1991, gli Yes tornarono sulle scene con una formazione a otto, che includeva sia i musicisti di 90125 (nel frattempo ribattezzati "Yeswest" dai fans) sia i membri degli ABWH. Questa formazione incise, per l'Arista (l'etichetta di ABWH), l'album Union. Nel tour che seguì, Rabin e il chitarrista storico degli Yes Steve Howe si trovarono insieme sulla scena, con qualche episodio di tensione fra i due. Su Union compaiono quattro brani scritti da Rabin, inclusi i due singoli Lift Me Up e Saving My Heart, e la splendida Miracle of Life, forse uno dei pezzi in cui Rabin si è maggiormente avvicinato ai canoni classici degli Yes (pur reinterpretandoli in modo più consono alla sensibilità musicale degli anni ottanta-novanta).
Nel 1992-1993 iniziarono una serie di negoziazioni fra l'etichetta Victory Music e gli "Yeswest". Phil Carson, a cui si deve il ritorno degli Emerson, Lake & Palmer nel 1992, convinse la formazione di 90125 a realizzare un terzo album. Fu Trevor Rabin a produrre il risultante Talk, tra l'altro il primo album della storia a usare la registrazione su hard disk, pratica oggi molto diffusa.
Talk fu il primo album degli Yes a vedere una effettiva quanto prolifica collaborazione di Rabin e Anderson come compositori. Infatti nei precedenti lavori degli Yes 90125 e Union, Anderson era intervenuto quando i brani erano già sostanzialmente pronti. Il risultato di questa collaborazione è piaciuto a molti fan sia di lunga data che recenti. Tuttavia, il fallimento della Victory e altri problemi secondari fecero sì che Talk risultasse un fiasco commerciale (in seguito l'album divenne persino irreperibile nei negozi di musica, caso unico all'interno del catalogo Yes).
Nel 2012 è uscito il suo ultimo lavoro da solista intitolato Jacaranda.

## Dopo gli Yes
Dopo un lungo tour mondiale, nella metà del 1995 Rabin abbandonò gli Yes per dedicarsi alla composizione di colonne sonore e venne sostituito nuovamente dallo storico Steve Howe.
Trevor Rabin è cittadino degli Stati Uniti dal 1991. Nel 1996, tornò in visita in Sudafrica e suonò brani degli Yes e dei Rabbitt durante il Prince's Trust Concert. In seguito, pubblicò alcune demo di composizioni pre-90125 e soliste con il titolo 90124, e il già menzionato Live in LA.
Fra le colonne sonore scritte da Trevor Rabin si possono citare quelle per i seguenti film: Delitti inquietanti, Con Air, Homegrown - I piantasoldi,  Armageddon, Enemy of the State, Jack Frost,  Blu profondo, Fuori in 60 secondi, Il sapore della vittoria - Uniti si vince, Bad Company - Protocollo Praga, Il sesto giorno, Due amiche esplosive, Kangaroo Jack, Bad Boys 2, The Great Raid - Un pugno di eroi, L'esorcista - La genesi, Il mistero dei Templari - National Treasure, Il mistero delle pagine perdute - National Treasure, Coach Carter, Agente Smart - Casino totale, L'apprendista stregone, Gli ultimi fuorilegge.
Oltre ad aver ricevuto numerose nominazioni ai Grammy e averne vinto uno, ha anche ottenuto il premio per la colonna sonora 8 BMI e il premio alla carriera al festival del cinema di Temecula. È sposato da vent'anni con Shelley Rabin, dalla quale ha avuto un figlio, Ryan Rabin, che ha recentemente iniziato a suonare come batterista rock a Los Angeles con i Grouplove.